# Herbert P. Broida
Herbert Philip Broida (* 25. Dezember 1920 in Aurora (Colorado); † 9. April 1978 in Santa Barbara (Kalifornien)) war ein US-amerikanischer Physiker, der auf dem Gebiet der Atom- und Molekülspektroskopie arbeitete.

## Leben
Broida begann seine akademische Ausbildung an der University of Colorado in den Fächern Ökonomie, Soziologie und Philosophie und wechselte dann Anfang der 1940er Jahre an der Harvard University zur Physik. Aufgrund der Folgen seiner in der frühen Kindheit erlittenen Poliomyelitis-Erkrankung wurde er während des Zweiten Weltkrieges nicht zum Militärdienst eingezogen und war als Lehrer für Militärangehörige an der Wesleyan University tätig.
Nach Kriegsende ging er an die Harvard University zurück, wo er 1949 mit einer Arbeit zur Anwendung von Photoelektronenvervielfachern promoviert wurde.
Anschließend arbeitete er bis 1963 beim National Bureau of Standards in Washington, D.C.
1952 erhielt er ein Guggenheim-Stipendium, mit dem er ein Jahr am Imperial College London verbrachte. 1953 wurde er Fellow der American Physical Society (APS) und 1957 der American Association for the Advancement of Science (AAAS).
1963 ging er an das neu gegründete Department of Physics der University of California in Santa Barbara (UCSB). Dort baute er maßgeblich das Laboratorium für Molekülphysik auf. Als einer der ersten Forscher erkannte er das große Potenzial der Laser-Anwendung bei der Untersuchung von Molekülen. Seit 1973 war er Direktor des Quantum Institute der Universität. Er hatte zahlreiche Positionen. So war er Vorsitzender der Abteilung für Chemical Physics der APS. Er publizierte mehr als 200 wissenschaftliche Aufsätze.
Er starb am 9. April 1978 nahe Santa Barbara bei einem Wanderunfall.

## Ehrungen
Seit 1980 wird von der American Physical Society der Herbert-P.-Broida-Preis für herausragende Leistungen in der Atom- und Molekülspektroskopie oder chemischen Physik vergeben.